# Energit
Energit SpA è un'azienda italiana che opera nel mercato libero energia elettrica e del gas naturale.

## Storia societaria
Nasce a Cagliari nel 2000 come prima compagnia in Sardegna di fornitura di energia, telefonia e servizi Internet nell'immediatezza della creazione del Mercato libero dell'energia in Italia, nello stesso anno avviene la firma del primo contratto energia per grandi aziende. Tre anni dopo viene ammessa alla borsa elettrica francese Powernext per l’import di energia elettrica verso l’Italia e nel 2005 accede alla borsa elettrica italiana I.P.E.X. (Italian Power Exchanges). 
Nel 2006 il 51 % delle quote azionarie vengono cedute alla multinazionale ATEL, l’anno successivo il gruppo svizzero prenderà totalmente il controllo di Energit acquisendo il 100% delle quote azionarie e cedendo gli asset di telefonia e internet all’azienda sarda Tiscali.
Nel 2009 avviene la fusione societaria tra ATEL e l’operatore francese EOS per cui Energit entra a far parte della holding ALPIQ.
Nel 2012 ALPIQ cede il 100% delle quote  all’azienda Onda srl.

## Energit: ambiti di attività
Energit è attiva nella produzione di energia elettrica, nell'importazione di energia elettrica e di gas natura, oltre all'attività sui mercati all'ingrosso e nella vendita ai clienti finali.

## Produzione di energia elettrica e compravendita all'ingrosso
Nel 2003 Energit ha realizzato un prodotto innovativo, denominato Virtual Network Plant (VNP), uno strumento pensato per consentire a tutte le aziende del mercato libero di energia elettrica di affittare quote di generazioni di centrali elettriche. Il prodotto è stato commercializzato con ottimi risultati, ed ha costituito nei fatti, una sorta di centrale elettrica virtuale, con la possibilità per le società che lo utilizzano, di modulare le quantità della produzione senza sostenere gli investimenti e i costi di gestione tipici legati agli impianti di generazione reali. Lo creazione e la commercializzazione delle VNP, ha così permesso di svincolarsi dal rischio della volatilità del prezzo del petrolio e dei suoi derivati.
Nel 2005 Energit ha fatto il suo ingresso nel mercato della produzione di energia elettrica, attraverso la gestione dell'impianto di cogenerazione “Enerbiella S.C.P.A” (poi diventata “Biella Power s.r.l.”), sito a Cerreto Castello in provincia di Biella. La centrale aveva una capacità di potenza iniziale di 20,5 Mw, ha contribuito all’approvvigionamento di energia e consentendo la partecipazione di Energit al mercato ad alto valore aggiunto dei servizi di dispacciamento.

## Dati economici
Il 2016 segna il momento di una profonda ristrutturazione organizzativa dell’azienda, riinizia la fase di crescita con un trend positivo a 1,5 milioni di EBITDA e 500.000 euro di utile netto.

## Sponsorizzazioni

### Calcio
Main sponsor pantaloncino del Cagliari calcio.